# Hartwig Schmidenstet

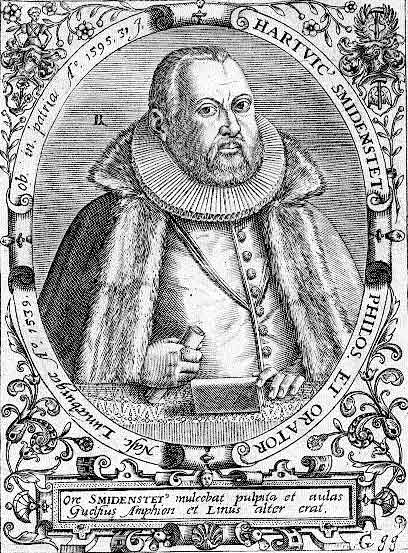
Hartvic Smidenstet

Hartwig Schmidenstet (auch: Hartwich Schmiedenstedt, Schmidtstedt Smidenstedt Smedenstet; * 17. April 1539 in Lüneburg; † 31. Juli 1595 ebenda) war ein deutscher Philosoph und Rhetoriker.

## Leben
Schmidenstet stammte aus einer bürgerlichen Familie. Sein Vater hieß ebenfalls Hartwig Smedenstedt und seine Mutter war Magdalena Schulte (begr. 10. November 1592 in Helmstedt). Nach dem Besuch des Johanneum Lüneburg, ging er 1551 nach Rostock zu seinem Onkel Heinrich Smedenstedt. Im April 1555 immatrikulierte er sich an der Universität Rostock  und setzte seine Studien am 11. September 1562 an der Universität Wittenberg fort. Nachdem er in Wittenberg einige Zeit private Vorlesungen gehalten hatte, wurde er 1568 als Professor der Rhetorik und Geschichte an die Universität Königsberg berufen.
Diese Aufgabe übernahm er 1569. Die innerprotestantischen Streitigkeiten zwischen Tilemann Hesshus und Johann Wigand verleideten ihm jedoch diese Aufgabe. Daher folgte er im Juni 1579 einem Ruf an die Universität Helmstedt, wo er am 17. Juli desselben Jahres die Professur der Rhetorik übernahm, Während seiner Helmstedter Zeit war er 1582/83 Prorektor der Julius-Universität und sechs Mal, in den Jahren 1579/80, 1583/84, 1586, 1588/89, 1591/92 und 1594, Dekan der philosophischen Fakultät. Bei einem Besuch von Verwandten starb er in seiner Geburtsstadt und wurde dort begraben.
Am 14. Februar 1569 hatte er sich in Wittenberg mit Anna Tripte, die Tochter eines Kaufmanns aus Wittenberg, verheiratet. Die Ehe blieb kinderlos.

## Werke (Auswahl)
- Refutandi Oratoria Forma, Imitationi ex Maniliana quidem oratione in quodam nostro assumpto argumento proposita sed ad loca etiam Ciceronis alia pleraque studiosae elaborata, tum vt copiae aemulatione, partes Refutationis certae ex formis Ciceronis diuersis quaererentur, tum vero vt artificium, quod tegendum Oratori ubique iubet Cicero, ipsa locorum diuersitate dissimularetur. Helmstedt 1585 (diglib.hab.de).
- Oratio Funebris de Illustrissimo principe ac Domino, Domino Julio Brunovicensium ac Lunaeburgensium Duce. Helmstedt 1589 (digitale.bibliothek.uni-halle.de).
- Observationes Oratoriae, ad Ciceronis dilatatam copiam repertae, & exemplis adiectis imitationis, in dicendi vsum ciuilem & ecclesiasticum illustratae. Helmstedt 1594 (digitale.bibliothek.uni-halle.de).
- Ciceronianarum Oratio num Status et Horum ad res civiles Accommodatio. Helmstedt 1590 (digitale.bibliothek.uni-halle.de).

## Weblink
- Hartwig Schmidenstet bei der Deutschen Digitalen Bibliothek